# Argophyllum lejourdanii
Argophyllum lejourdanii är en tvåhjärtbladig växtart som beskrevs av Ferdinand von Mueller. Argophyllum lejourdanii ingår i släktet Argophyllum och familjen Argophyllaceae. Inga underarter finns listade i Catalogue of Life.